# Patca
Patca ist eine ungarische Gemeinde im Kreis Kaposvár im Komitat  Somogy. Sie ist die kleinste Gemeinde des Komitats.

## Geografische Lage
Patca liegt ungefähr 10 Kilometer südwestlich der Kreisstadt und des Komitatssitzes Kaposvár. Die höchste Erhebung auf dem Gemeindegebiet ist 230 Meter hoch. Nachbargemeinden sind Zselickisfalud, Szilvásszentmárton und Szenna.

## Geschichte
Im Jahr 1913 gab es in der damaligen Kleingemeinde 46 Häuser und 220 Einwohner auf einer Fläche von 871 Katastraljochen. Sie gehörte zu dieser Zeit zum Bezirk Kaposvár im Komitat Somogy.

## Sehenswürdigkeiten
- Katica Bauernhof (Katica tanya) mit Erlebnispark
- Reformierte Kirche, erbaut 1875 nach Plänen des Kaposvárer Baumeisters János Marsek
- Weltkriegsgedenktafel (I. világháborús emléktábla)

## Bilder

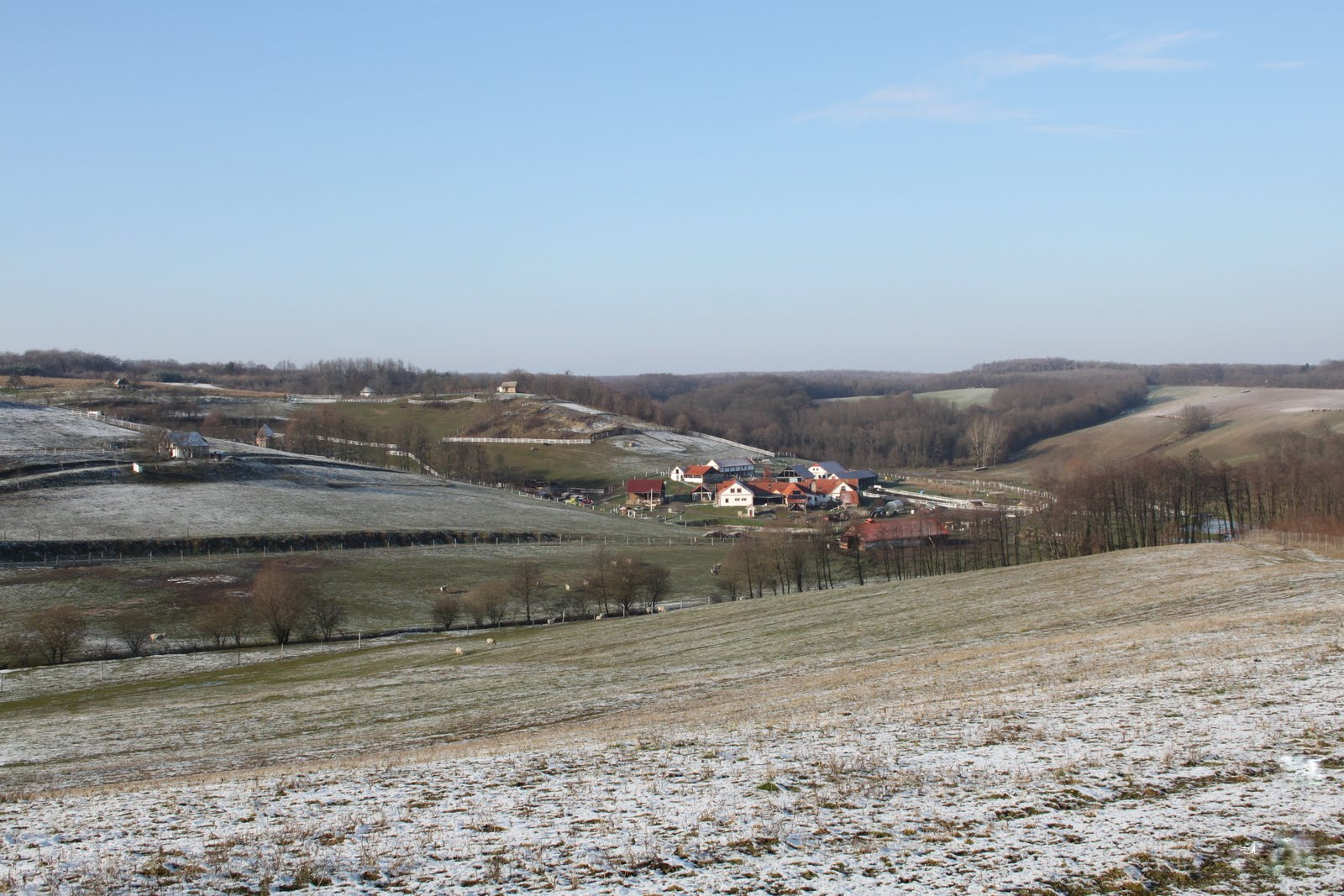
Blick auf Patca
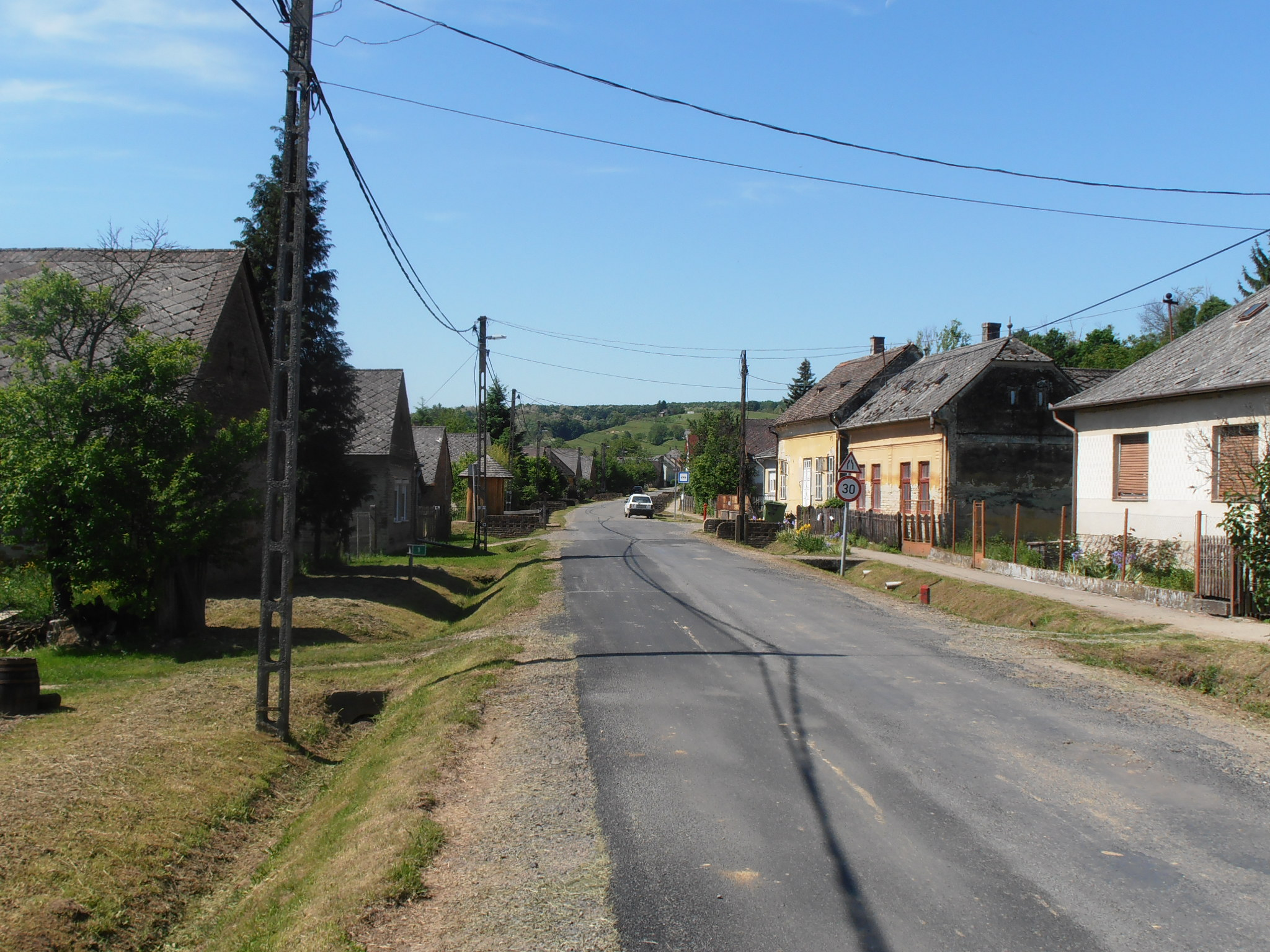
Hauptstraße (Fő utca)
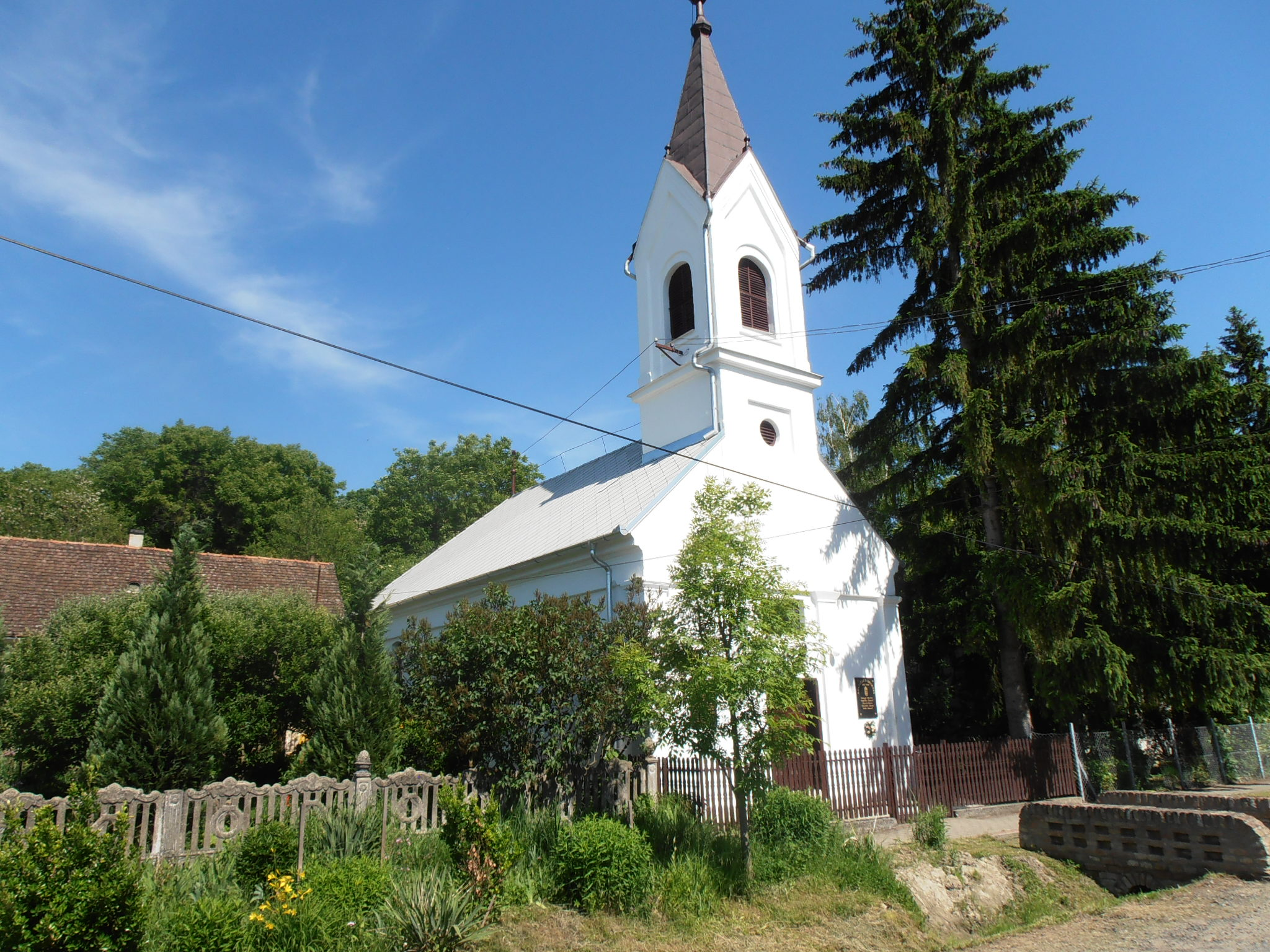
Reformierte Kirche Patca
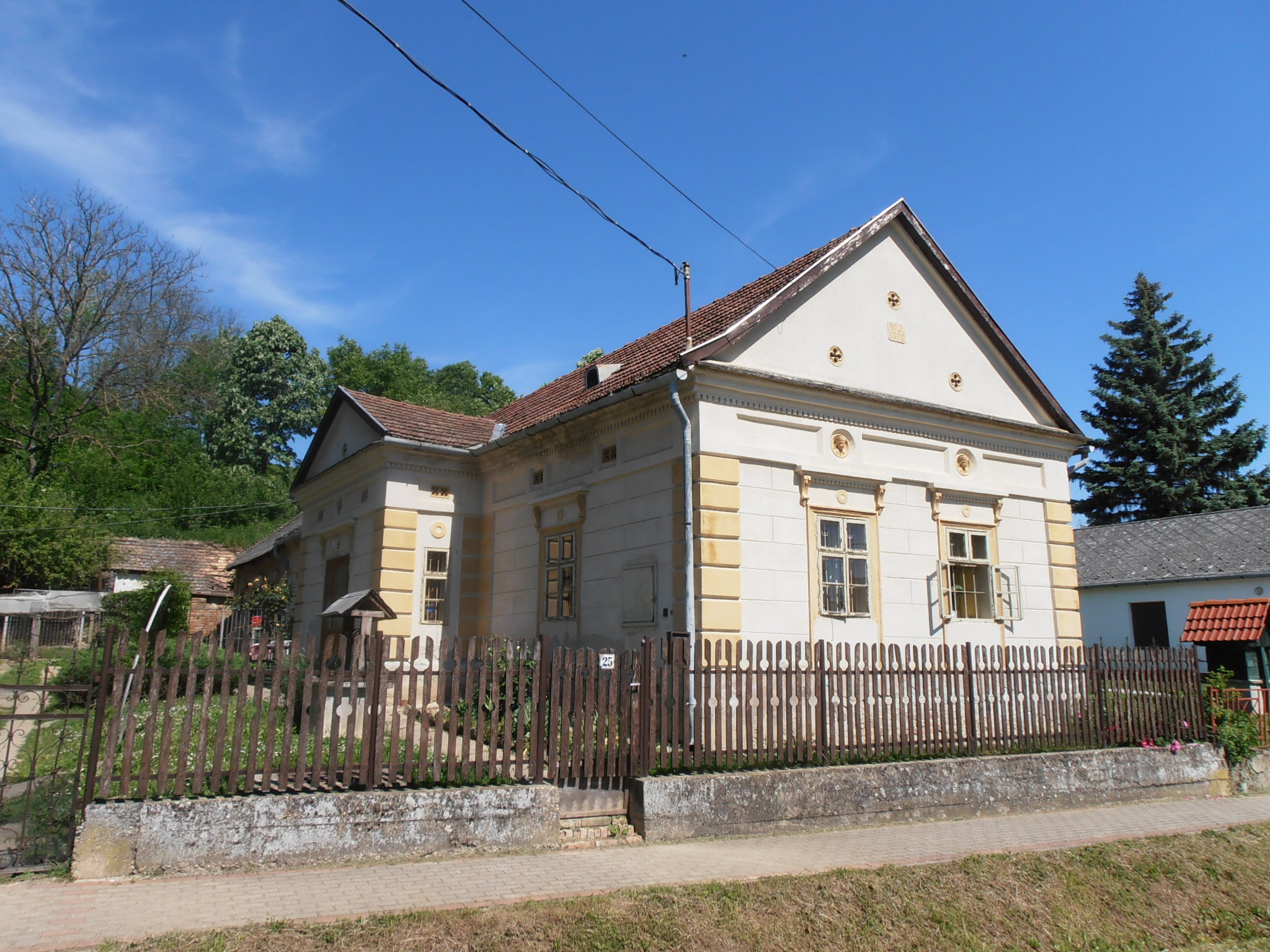
Wohnhaus, erbaut 1898
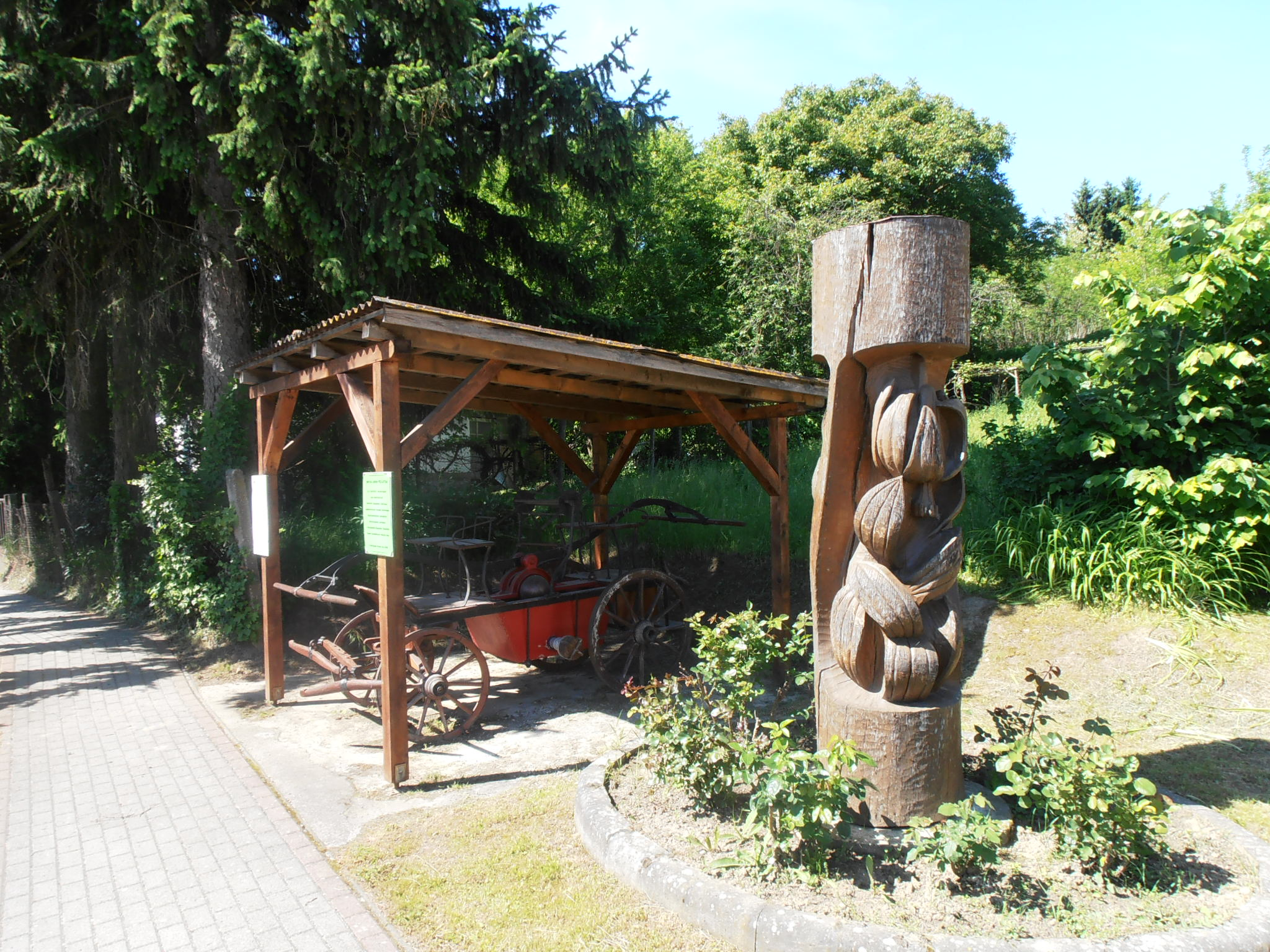
Alte Feuerwehrkutsche

## Verkehr
Patca ist nur über die Nebenstraße Nr. 66162 zu erreichen. Der nächstgelegene Bahnhof befindet sich in Kaposvár.